# Gianmario Pellizzari
Gianmario Pellizzari (Cerea, 19 dicembre 1944 – Verona, 17 giugno 2022) è stato un politico italiano.

## Biografia
Agricoltore ed esponente della Democrazia Cristiana. Viene eletto deputato nel 1976, rimanendo alla Camera per quattro legislature consecutive, fino al 1992.
Muore all'età di 77 anni, nel giugno 2022.